# La ministra inmoral
La ministra inmoral es una película dramática colombiana de 2007 dirigida por Julio Luzardo y Celmira Zuluaga y protagonizada por Ruddy Rodríguez. Se trata de una adaptación de la novela homónima de Celmira Zuluaga.

## Sinopsis
La ministra Gilma Zuleta ha logrado todo en la vida menos el amor. Cuando se encuentra en el mejor momento de su carrera, Gilma sufre una fuerte depresión que la lleva a contemplar el suicidio. Ante la incapacidad de hacerlo por su propia cuenta, contrata a un asesino para que haga el trabajo. Sin embargo, antes del plazo en el que se planeó su muerte, se enamora perdidamente de un hombre y se arrepiente de su decisión.

## Reparto
- Ruddy Rodríguez como Gilma.
- Claude Pimont es Simón.
- Julio César Herrera como Hernando.
- María Eugenia Arboleda como María.
- Valeria Estéban como Paula.
- Herbert King como Alirio.